# Душенов, Константин Юрьевич
Константин Юрьевич Душе́нов (в монашеском постриге — Иоанн; 2 февраля 1960, Ленинград — 13 февраля 2024, Санкт-Петербург) — российский общественный деятель, публицист, православный монархист. Позиционировался как идеолог «русского национально-освободительного движения» имперской и православной направленности.
Директор Агентства аналитической информации «Русь православная»; автор книг, статей и фильмов национал-консервативного направления. Один из организаторов движения «Жить без страха иудейска!».

## Биография
Родился в Ленинграде в семье военнослужащего. Внук первого командующего Северным флотом Константина Ивановича Душенова (1895—1940).
В 1977—1987 годах служил в ВМФ СССР. Окончил Высшее Военно-Морское училище подводного плавания имени Ленинского Комсомола. Служил на Северном Флоте на атомных подводных лодках проекта 671РТМ и 667А в должностях командира ракетно-торпедной группы, командира минно-торпедной боевой части. 23 февраля 1983 года за выполнение специального задания командования (экспериментальные всплытия АПЛ в условиях ледовой обстановки с проломом льда) награждён медалью «За боевые заслуги».
Учился в адъюнктуре по специальности «военная история». Тема диссертации — «Военно-морские силы капиталистических государств в локальных войнах и вооружённых конфликтах после второй мировой войны».
В 1987 году принял крещение в Православной церкви. Был исключён из рядов КПСС с формулировкой «За деятельность, несовместимую с высоким званием советского офицера» и уволен в запас из рядов ВМФ. После увольнения работал научным сотрудником в Публичной библиотеке, учителем в школе, читал спецкурс «Религиозные аспекты русской культуры» в Педагогическом университете Санкт-Петербурга.
21 июля 2021 года у Константина Юрьевича случился первый инсульт, в октябре 2021 года — второй. Из-за этого он переехал из съемной квартиры-студии в Москве домой в Санкт-Петербург. До конца 2022 года работал, выпускал видеоролики со своим участием, болезнь усилилась и не дала это делать в дальнейшем Константину. В ноябре 2023 года окончательно слёг и уже не вставал без посторонней помощи. Умер 13 февраля 2024 года в 8 часов утра. За три года до смерти Константин Душенов принял тайный монашеский постриг, в котором получил имя Иоанн, в честь Иоанна Богослова. Это открылось только во время отпевания Душенова. Монах Иоанн был отпет 17 февраля 2024 года в церкви Иова Многострадального на Волковском кладбище в Санкт-Петербурге. В этот же день был похоронен на Волковском кладбище, рядом со своей матерью Наталией и сыном Артемом (1986—1991).

## Семья
Был женат, супруга — Елена Ивановна Душенова. Сын Душенова — Иван Душенов, православный журналист с монархическими и одновременно провластными взглядами, в начале 2021 года был осуждён за умышленное причинение тяжкого вреда здоровью (часть 3 статьи 111 УК РФ) и получил два года колонии строгого режима.

## Общественная деятельность
В начале 1990-х годов принимал участие в деятельности различных национал-патриотических организаций. В 1992—1995 годах он был близок с митрополитом Санкт-Петербургским и Ладожским Иоанном (Снычевым).
С 1992 года — член редакционного совета газеты «Русь православная». Был пресс-секретарём митрополита Иоанна (Снычёва); Санкт-Петербургская епархия в 2009 году опровергала существование такой должности. Был председателем Союза православных братств Санкт-Петербурга.
Был 12-м номером в избирательном списке Конституционно-демократической партии — Партии народной свободы (КДП-ПНС) Михаила Астафьева на выборах в Государственную думу Российской Федерации осенью 1993 года. КДП-ПНС не собрала необходимое число подписей.
2 апреля 1995 года был избран членом Национального совета Социал-патриотического движения «Держава» Александра Руцкого. На съезде «Державы» 26 августа 1995 года утверждён в федеральной части предвыборного списка под № 3.
С 1995 года — председатель Христианско-патриотического союза (ХПС).
С 1996 года — член Центрального совета ВОПД «Духовное наследие» Алексея Подберёзкина.
С 1997 года — главный редактор газеты «Русь православная». В мае 1998 года стал одним из основателей информационного сайта «Русская линия», изначально являвшегося интернет-версией «Руси православной», однако в 2000 году покинул этот проект из-за разногласий с его учредителями.
В 2005 году Душенов приобрёл известность участием в процессе по делу об убийстве Галины Старовойтовой, когда пытался обеспечить алиби Юрию Колчину, признанному виновным в организации убийства.
В 2005 году вошёл в состав Главного совета восстановленного по инициативе Вячеслава Клыкова Союза русского народа.
Душенов являлся одним из авторов учреждённого Александром Прохановым еженедельного сетевого издания «День-ТВ», которое позиционирует себя как антилиберальное, патриотическое и продвигающее «русскую идею».

## Творчество и взгляды
Последователь другого православного монархиста Михаила Назарова. На судебном заседании заявлял о своих антисемитских настроениях и черносотенных взглядах.
Существует мнение, что публикации Иоанна (Снычёва) имеют ксенофобское содержание благодаря Душенову как спичрайтеру и пресс-секретарю митрополита. Участие Душенова подтверждали некоторые священнослужители и православные публицисты. Предполагается, что Душенов сам инспирировал слухи о написании публикаций за митрополита Иоанна, а затем сам их и опровергал. Сам Иоанн утверждал, что знакомился со всеми этими текстами, но вносил правки и подписывал каждый лист.
В 2002 году вышла антология «Тайна беззакония в исторических судьбах России», составителями которой были ультраправые деятели Юрий Бегунов, А. Д. Степанов и Константин Душенов. Книга включала, в частности, переиздание книги Сергея Нилуса «Близ есть, при дверехъ», куда входит полный текст «Протоколов сионских мудрецов», а также шесть наиболее известных публицистических работ Иоанна (Снычёва), в том числе статьи «Тайна беззакония» и «Творцы катаклизмов».
Вместе с Назаровым Душенов организовал движение «Жить без страха иудейска!».
Начиная с лета 2012 года, ещё до освобождения из заключения, он начал публиковать на портале «Русской народной линии» статьи на тему современной политики, где связывал «русофобию и христоненавистничество» с либералами и демократами. Последних он считал злейшими врагами русского народа и призвал к борьбе за переход государственной власти в «русские руки». Он применял выражения «жидовствующая либеральная сволочь», «жидовствующие интеллигенты», «постылое вражье иго», «христопродавцы». Современный период истории, с его точки зрения, является подготовительным для перехода к «православной монархии», но перед введением этой монархии он предрекал Третью мировую войну, которая приведёт к восстановлению Российской империи и присоединению Константинополя. Врагами Душенов называл «международных банкиров и иудейских ростовщиков». Он советовал опираться на радикальную молодёжь и отказаться от толерантности, фактически призывая «убивать своих врагов».
Душенов предостерегал против «еврейской революции». Этот термин был внесён им в подзаголовок своей книги, но в заглавии соответствующей статьи указана «Болотная революция». Противовесом последней он считал «русскую диктатуру», целью которой должно преодоление «талмудического засилья», «засилья талмудистов-христоненавистников»; он упоминал также «хазарское иго». Свои взгляды автор обосновывал ссылками на «Протоколы сионских мудрецов». Идеология Душенова включает все основные термины и понятия православного эсхатологического мифа: «Нам нужна Священная Империя во главе с Помазанником Божиим, готовая осознанно исполнять свою промыслительную миссию Третьего Рима — драгоценного ковчега „последних времён“, самоотверженного хранителя спасительных истин Христовой веры пред лицом сатанинской апостасии, глобальных военно-политических катастроф и грядущего антихриста».
Вслед за поучениями православных старцев Душенов утверждал, что «глобальная смута уже на пороге, а России и Русскому народу предстоит сыграть в грядущем мировом переустройстве ключевую, решающую роль». Если учитель Душенова митрополит Иоанн говорил о «покаянии и смирении», то Душенов апеллировал к «геополитике апокалипсиса» и считал, «взлёт русской славы и мощи» невозможен без военных баталий, включающих войну против евреев, по его словам, захвативших власть над миром. Стремясь к соединению геополитики и апокалиптики, он заявлял о «столкновении цивилизаций» и рассматривал Россию как «сердце мира». Православная метафизика сочеталась с геополитической, поскольку обе обращались к вечным законам бытия. Православная молитва заменялась на военно-политическую доктрину. «Удерживающий» изображался геополитическим «сердцем мира», «Хартлендом», которому предстояла схватка с США.
В 2015 году в ультраправой газете «Завтра» Александра Проханова Душенов выступил с предсказанием скорого восстановления монархии, связывая это с президентством Владимира Путина. Он писал о «стихийных монархистах», обратившихся к Московскому патриархату с просьбой ввести соборную церковную молитву за Путина тем же чином, которым в прошлом молились за православного царя. Автор подтверждал популярность апокалиптических настроений и ожидания прихода антихриста у верующих.

## Судебное преследование
В январе 2005 года опубликовал в редактируемой газете так называемое «письмо 5000 представителей русской общественности», которые обратились к Генеральному прокурору России с требованием закрытия «всех религиозных и национальных еврейских объединений как экстремистских». 11 марта Российский еврейский конгресс (РЕК) потребовал от Генеральной прокуратуры России возбудить уголовные дела в отношении подписавших письмо. Душенов сказал на это, что «будет рад, если история с письмом станет громким открытым процессом» и что после публикации письма в редакцию несколько раз приходили сотрудники ФСБ «для доверительных бесед».
22 октября 2007 года прокуратура Санкт-Петербурга предъявила главному редактору газеты «Русь православная» Константину Душенову обвинение в совершении действий, «направленных на возбуждение ненависти и вражды, а также на унижение достоинства группы лиц по признакам национальности, происхождения, отношения к религии, совершенные публично и с использованием средств массовой информации, организованной группой», то есть совершении преступления, предусмотренное пунктом «в» части 2 статьи 282 Уголовного кодекса Российской Федерации. 21 декабря 2009 года прокуроры Ремезов и Ашина на заседании суда потребовали наказания для Душенова в виде заключения на четыре года в колонии общего режима.
3 февраля 2010 года Душенов был признан виновным и осуждён на три года лишения свободы с отбыванием наказания в колонии-поселении за авторство и распространение фильма «Россия с ножом в спине. Еврейский фашизм и геноцид русского народа» и за распространение журналов «Русь православная». Суд также на три года лишил Душенова права заниматься издательской деятельностью. Приговор обсуждался в петербургской и федеральной прессе. Как утверждала Ирина Левинская, выступившая в суде экспертом, суд обратил внимание, что Душенов не просто распространял клевету и ненависть к евреям и приверженцам иудаизма, но также зарабатывал на этом деньги. Опыт просмотра фильма «Россия с ножом в спине» в колонии строгого режима описан в книге Владимира Переверзина — «Заложник: История менеджера ЮКОСа». Адвокат Душенова Андрей Антонов заявил, что приговор Душенову необоснован, ссылаясь на сомнительную ненаучную книгу историка Шломо Занда «Кто и как изобрёл еврейский народ». Он утверждает, что «…абсурдными и несостоятельными являются выдвигаемые в отношении граждан России обвинения в возбуждении ненависти либо вражды к лицам еврейской национальности, а равно унижения их достоинства, ст. 282 УК РФ. Ведь не существует, согласно этим добросовестным исследованиям, еврейского народа, еврейской нации в научном и практическом понимании народа и нации».
По этому делу к суду привлекался священник Вятской епархии РПЦ архимандрит Серафим (Левитских), который занимался распространением антисемитского фильма. Священник Роман Зеленский за выступление в суде с поддержкой Душенова был выведен за штат.
2 февраля 2011 года Душенов был переведён из колонии-поселения в исправительную колонию. 28 сентября 2012 года Всеволожский городской суд принял решение об условно-досрочном освобождении Душенова из-под стражи, однако решение было оспорено прокуратурой. 21 ноября 2012 года освобождён.

## Критика
Подчёркивал свою лояльность церкви, однако сама церковь не одобряла его политизированную деятельность ксенофобской направленности.
5 октября 2004 года патриарх Алексий II, закрывая Архиерейский собор, резко осудил деятельность газеты «Русь православная»: «Мы знаем немало таких людей, которые имеют средства и издают газеты (такие, как, например „Русь православная“), дискредитирующие Церковь и её иерархов. Они пытаются внести раздор и сомнение в души верующих. Вся их деятельность сводится к попыткам разделить Церковь». Душенов отреагировал, заявив: «Если такая небольшая по тиражу газета, как „Русь православная“, вызывает столь острую реакцию у священноначалия, то это свидетельствует лишь о потере контроля с их стороны над духовной жизнью Церкви».
В 2012 году РПЦЗ лишила Душенова ордена, которым наградила его ранее.

## Сочинения
Книги
- Молчанием предается Бог  (недоступная ссылка с 15-06-2013 [4431 день] — история, копия), Санкт-Петербург, 2000 г.
- Раны русского сердца  (недоступная ссылка с 15-06-2013 [4431 день] — история, копия), Санкт-Петербург, 2003 г.
- Не мир, но меч  (недоступная ссылка с 15-06-2013 [4431 день] — история, копия), Санкт-Петербург, 2006 г.

Статьи
- «Наглая и трусливая жидовская сволочь…»  (недоступная ссылка с 15-06-2013 [4431 день] — история, копия)
- Путин-полуцарь и грядущий антихрист // Завтра, 3 февраля 2015.

## Фильмография
Цикл фильмов «Россия с ножом в спине»:
1. Россия с ножом в спине. Еврейский фашизм и геноцид русского народа
2. Россия с ножом в спине — 2. Охота на русского Феникса
3. Россия с ножом в спине — 3. Чёрная сотня святой Руси
4. Россия с ножом в спине — 4. В поисках русской крови

Документально-публицистический цикл фильмов «Тайное и явное»:
1. Евреи и Путин: От любви до ненависти
2. Геополитика Апокалипсиса

Прочие фильмы:
1. Россия, Путин и мировой шторм: наперегонки со смертью
2. Кровь, ложь и боль Новороссии
3. Сталин для русских: отец или отчим?